# Cedar Rapids (Nebraska)
Cedar Rapids è un comune degli Stati Uniti d'America, situato nello Stato del Nebraska, nella contea di Boone.